# John Ottman
John Ottman (* 6. července 1964) je americký skladatel filmové hudby a střihač. Často spolupracuje s režisérem Bryanem Singerem. Mezi jeho nejznámější díla patří soundtrack k filmům ze série X-Men (X2, X-Men: Budoucí minulost a X-Men: Apokalypsa), filmům Fantastic Four, Fantastic Four: Rise of the Silver Surfer, Jack a obři a Superman se vrací. Za svou práci střihače na filmu Bohemian Rhapsody získal cenu Oscara za nejlepší střih.